# دانگ‌فنگ فنگشن
دانگ‌فنگ فنگشن (انگلیسی: Dongfeng Fengshen) (چینی ساده: 东风风神; پین‌یین: Dōngfēng Fēngshén) یک شرکت خودروساز متعلق به شرکت خودروسازی دانگ‌فنگ است یا به عبارتی، یکی از زیر مجموعه‌های دانگ‌فنگ است. این شرکت در ژوئیه ۲۰۰۹ راه‌اندازی شد.
برخی از محصولات آن بر اساس پلت‌فرم‌های گروه پی‌اس‌ای ساخته شده‌اند، مانند دانگ‌فنگ ال۶۰، توسط دانگ‌فنگ پژو-سیتروئن در سال ۲۰۱۵ عرضه می‌شود.

## تاریخچه

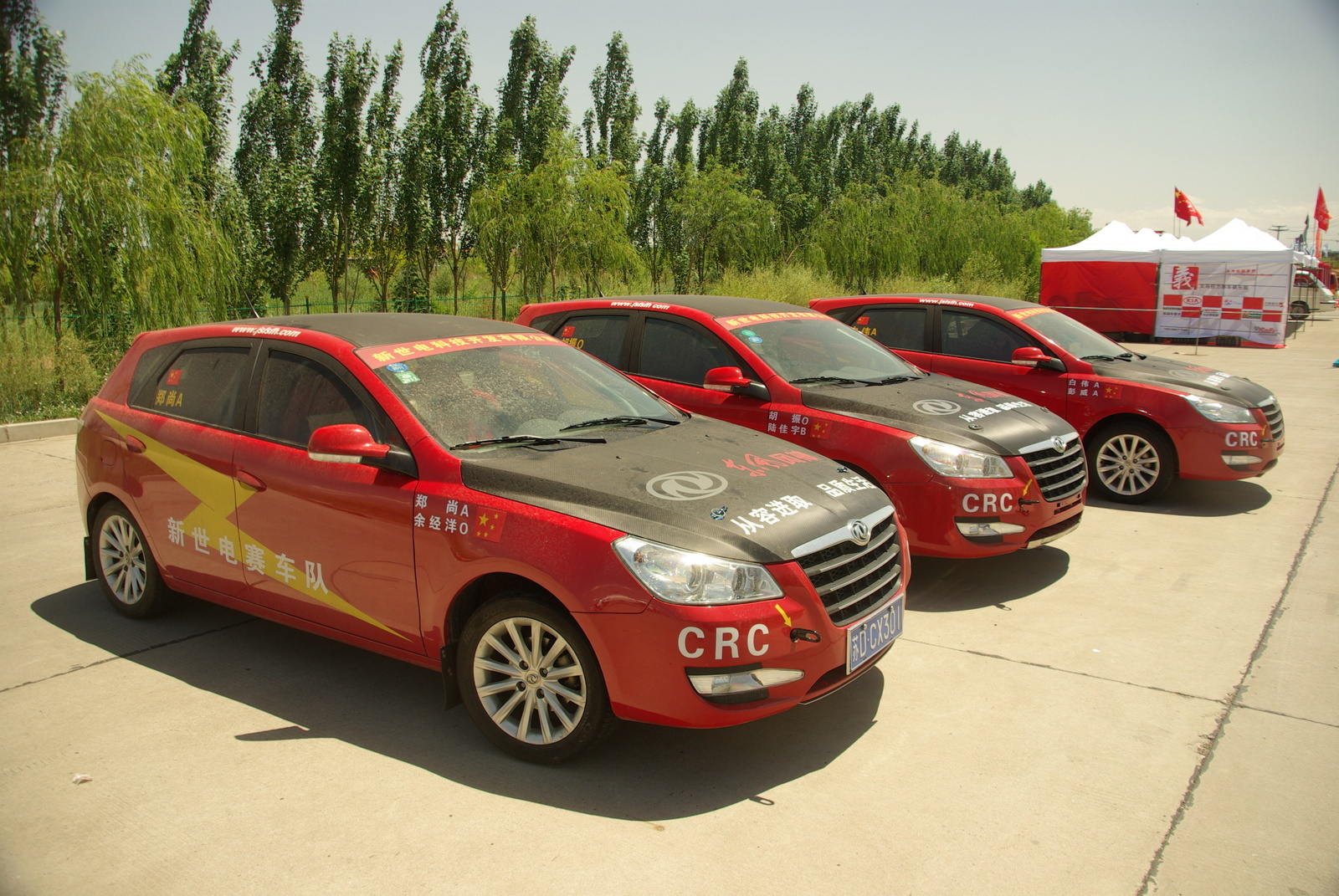
Dongfeng Fengshen H30 به عنوان ماشین مسابقه ای

نخستین مدل تولید Fengshen، یک سدان چهار در کلاس A به نام Fengshen S30، در نمایشگاه خودرو شانگهای در آوریل ۲۰۰۹ و در ماه ژوئیه ۲۰۰۹ در چین عرضه شد و در ژوئیه ۲۰۰۹ در چین فروخته شد. در ماه ژوئن 2010 Dongfeng شروع به ساخت یک کارخانه موتور در استان هبی برای تولید موتورهای خودرو برای وسایل نقلیه Fengshen کرد. Fengshen H30، یک هاچ‌بک مخصوص پنج در سایز متوسط، به‌طور رسمی در ژانویه ۲۰۱۱ راه‌اندازی شد. Fengshen H30 Cross، یک SUV پنج نفره جمع و جور، نخستین بار در نمایشگاه خودرو شانگهای در آوریل ۲۰۱۱ به نمایش گذاشته شد و در همان ماه در چین فروخته شد. Fengshen A60، یک سدان متوسط با توجه به نیسان شیلفی، نخستین بار در نمایشگاه خودرو گوانگژو در نوامبر ۲۰۱۱ به نمایش گذاشته شد. و در مارس ۲۰۱۲ در چین فروخته شد. در ماه آوریل سال ۲۰۱۲، Dongfeng اعلام کرد که این شبکه نمایندگی چند برند را در سراسر چین تولید خواهد کرد و خودروهای Fengshen, Dongfeng Fengxing و Zhengzhou Nissan را عرضه می‌کند.
وسایل نقلیه Fengshen برای نخستین بار در ماه اوت ۲۰۱۲، در خارج از چین فروخته شدند.

## نام
فنگشن در زبان چینی به معنای «خدای باد» است.

## محصولات
محصولات کنونی دانگ‌فنگ فنگشن شامل مدل‌های زیر می‌باشد:
- Fengshen A60، یک سدان چهار در متوسط با موتور ۲٫۰ لیتری[۱۳]
- Fengshen H30، یک هاچ‌بک پنج نفره جمع و جور
- Fengshen H30 Cross، سواری پنج نفره جمع و جور
- Fengshen S30، یک سدان چهاردر کلاس A بر پایه پلتفرم پژو ۳۰۷[۱۴]
- Fengshen AX7، یک SUV پنج نفره جمع و جور[۱۵]
- Fengshen L60، یک سدان متوسط می‌باشد که بر اساس پلت فرم پژو ۴۰۸ است[۱۶]

- یک دستگاه فنگشن A60
- یک دستگاه فنگشن H30
- یک دستگاه فنگشن H30 Cross
- یک دستگاه فنگشن S30
- یک دستگاه فنگشن AX7
- یک دستگاه فنگشن L60

محصولات در حال توسعه فنگشن شامل یک MPV بزرگ و یک خودروی شهری الکتریکی است.

## فروش
محصولات فنگشن اکنون در چین و ونزوئلا فروخته می‌شود.
| سال تقویمی | کل فروش             |
| ---------- | ------------------- |
| ۲۰۰۹       | 22,000              |
| ۲۰۱۲       | 60,200              |
| ۲۰۱۳       | ۸۰٬۰۷۷ (فقط در چین) |